# Wilton Gaynair
Wilton 'Bogey' Gaynair (Kingston, 11 januari 1927 - Keulen, 13 februari 1995) was een Jamaicaanse jazztenorsaxofonist.

## Carrière
Gaynair werd opgeleid op de Alpha Boys School in Kingston, waar Joe Harriott, Harold McNair en Don Drummond zijn medeleerlingen waren. Hij speelde in de clubs van Kingston als sideman voor bezoekers als George Shearing en Carmen McRae, voordat hij vertrok naar Europa, vooreerst naar Londen. In Duitsland vond hij het meeste werk en vestigde zich in het Rijnland. Hij speelde vervolgens in het kwintet van George Maycock. Sinds 1964 was hij jarenlang lid van het orkest Kurt Edelhagen, waarmee hij ook opnam. Daarna was hij werkzaam bij Peter Herbolzheimer.
Als orkestleider nam hij tijdens verblijven in het Verenigd Koninkrijk zijn eerste platen op (Blue Bogey, 1959) en (Africa Calling, 1960) met onder andere Shake Keane en Jeff Cline. Met de jazzrockband Third Eye volgde in 1977 een lp. Met de daarbij betrokken Ali Haurand, Allan Botschinsky en Rob van den Broeck ontstond in 1982 onder zijn naam het album Alpharian.
Gaynair speelde ook met Gil Evans, Freddie Hubbard, Shirley Bassey, The Manhattan Transfer, Bob Brookmeyer en Mel Lewis. Verder is hij te horen op albums van Charly Antolini, Francis Coppieters, Greetje Kauffeld, Rick Kiefer, Horace Parlan (One for Wilton), Fatty George en Alan Skidmore. Bovendien was hij actief als studiomuzikant. Een beroerte in september 1983 tijdens een concert zorgde ervoor, dat hij niet meer als saxofonist kon werken. Zijn zoon Gregory is actief als pianist.

## Overlijden
Wilton Gaynair overleed in februari 1995 op 68-jarige leeftijd
- Gemeinsame Normdatei: 137837313
- International Standard Name Identifier: 0000 0000 4629 2388
- Library of Congress Control Number: no2007149206
- MusicBrainz: 9d270f1b-08cb-4b08-99c7-dd0633cbcea0
- Istituto Centrale per il Catalogo Unico: DDSV245109
- Virtual International Authority File: 36712747
- WorldCat: E39PBJq73GwQJpjHxMfBpwwt8C